# Dunaiskoje
Dunaiskoje (russisch Дунайское, deutsch Czuppen, 1938 bis 1945 Schuppen, und Alt Wingeruppen, 1938 bis 1945 Windungen, litauisch Čupai und Vingerupiai) ist ein verlassener Ort im Rajon Krasnosnamensk der russischen Oblast Kaliningrad.
Die Ortsstellen der beiden ehemaligen deutschen Orte befinden sich jeweils drei Kilometer nördlich von Uslowoje (Rautenberg) am Südufer der Inster (ru. Instrutsch) einen Kilometer voneinander entfernt.

## Geschichte

### Czuppen (Schuppen)
54° 53′ 13″ N, 22° 16′ 15″ O
Czuppen war im 18. Jahrhundert ein königliches Bauerndorf. Im Jahr 1874 wurde die Landgemeinde Czuppen dem neu gebildeten Amtsbezirk Rautenberg im Kreis Ragnit zugeordnet. 1938 wurde Czuppen in Schuppen umbenannt.
1945 kam der Ort in Folge des Zweiten Weltkrieges mit dem nördlichen Ostpreußen zur Sowjetunion.

### Einwohnerentwicklung
| Jahr | Einwohner |
| ---- | --------- |
| 1867 | 115       |
| 1871 | 94        |
| 1885 | 101       |
| 1905 | 93        |
| 1910 | 79        |
| 1933 | 62        |
| 1939 | 49        |

### Alt Wingeruppen (Windungen)
54° 53′ 13″ N, 22° 16′ 48″ O
Wingeruppen, auch Kischken genannt, war im 18. Jahrhundert ein königliches Bauerndorf. Zur Unterscheidung vom ebenfalls im Kreis Ragnit bei Szillen gelegenen Wingeruppen, ab 1938: Bruchhof (Ostpr.), bekam der Ort den Zusatz Alt. Im Jahr 1874 wurde die Landgemeinde Alt Wingeruppen dem Amtsbezirk Rautenberg zugeordnet. Um 1900 sprach noch ein Drittel der Bewohner litauisch. 1938 wurde Alt Wingeruppen in Windungen umbenannt.
Der Ort kam 1945 zur Sowjetunion.

#### Einwohnerentwicklung
| Jahr | Einwohner |
| ---- | --------- |
| 1867 | 94        |
| 1871 | 85        |
| 1885 | 73        |
| 1905 | 52        |
| 1910 | 55        |
| 1933 | 58        |
| 1939 | 48        |

### Dunaiskoje
Im Jahr 1950 wurden die beiden Orte Czuppen/Schuppen und Alt Wingeruppen/Windungen unter dem russischen Namen Dunaiskoje zusammengefasst und dem Dorfsowjet Tolstowski selski Sowet im Rajon Krasnosnamensk zugeordnet. Später gelangte der Ort in den Wesnowski selski Sowet. Dunaiskoje wurde vor 1988 aus dem Ortsregister gestrichen.

## Kirche
Czuppen/Schuppen und Alt Wingeruppen/Windungen gehörten zum evangelischen Kirchspiel Rautenberg.